# Amal McCaskill
Amal Omari McCaskill  (Maywood, Illinois; 28 de octubre de 1973) es un exjugador de baloncesto estadounidense. Con 2.08 de estatura, su puesto natural en la cancha era el de pívot.

## Equipos
- Saint Joseph High School
- Universidad Marquette (1991-1996)
- Orlando Magic (1996-1997)
- Fort Wayne Fury (1997-1998)
- FC Barcelona (1998)
- Panionios BC (1998-1999)
- Baloncesto León (1999-2000)
- Lucentum Alicante (2000)
- Guaiqueríes de Margarita (2001)
- Brujos de Guayama (2001)
- San Antonio Spurs (2001-2002)
- Atlanta Hawks (2002)
- CB Valladolid (2003)
- Philadelphia 76ers (2003-2004)
- Fortitudo Bologna (2004)
- Sagesse Beirut (2005)
- Albany Patroons (2007-2008)
- Qingdao DoubleStar (2009)
- KK Igokea (2009)
- Land Black Slamer (2009-2011)
- Daegu Orions (2011)
- KTP-Basket (2011-2012)
- Seul SK Knights (2012)
- Gaiteros del Zulia (2012)
- Ulsan Mobis Phoebus (2012)